# Dahlia / YMS 82
Pour les articles homonymes, voir Dahlia.
Le Dahlia est un ancien dragueur de mines reconverti en caboteur, coulé après 1959 dans la baie de Saint-Pierre (Martinique). Sa construction débute le 24 octobre 1941 au Stadium Yacht Basin de Cleveland. Son déplacement standard est de 270 tonnes et, à pleine charge, de 330 tonnes. L'inventeur de l'épave est Michel Météry.

## Les Y.M.S.
C'est le 4 mars 1941 que la quille du premier dragueur en bois a été posée aux Chantiers Henry B. Nevins à City Island, dans l’État de New York.
Conçu par les ingénieurs de ces chantiers, ce premier navire est de tonnage modeste (330 tonnes) et possède un rayon d'action de 2 500 milles à une vitesse de dix nœuds. Bien qu'ayant un faible tirant, il est correctement motorisé avec deux moteurs de 600 CV chacun. Il s'agit en fait d'un compromis entre un trawler et un grand motor launch, avec pour seul défaut ses superstructures trop hautes, le rendant sujet au roulis. Il ne possède pas de qualités nautiques exceptionnelles car il est destiné principalement à naviguer et draguer les mines près et des côtes, dans les estuaires ou dans les atterrages des ports, là ou ces caractéristiques médiocres le pénaliseront moins qu'au large.
Les dragueurs de mines de classe YMS (BYMS) sont équipés pour neutraliser tous les types de mines existants :
- à orin/contact : drague mécanique avec des câbles (brins de drague) armés de cisailles ;
- acoustique : drague tracté immergée imitant la signature acoustique d’un navire plus important ;
- magnétique : coque en bois et câble (boudin) électrique immergeable déclenchant à distance l’explosion de ce type de mine.

L’une des premières missions opérationnelles des YMS est le nettoyage des ports de Jacksonville et Charleston aux États-Unis en 1942, après que des U-boots allemands y ont déposé des mines. Se distinguant sur tous les théâtres de la Seconde Guerre mondiale, 561 YMS ont été construits, certains servant également en Corée. D'autres ont été transférés à différentes marines alliées : Pays Bas, Grèce, Finlande, Égypte, Italie, Canada, mais à la Marine nationale française.
La classe des YMS est particulièrement célèbre grâce à la silhouette emblématique de la Calypso du Commandant Cousteau. Cette Calypso, qui est un sister-ship du YMS-82, mesurait 43 mètres de long pour 7,15 mètres de large et avait un déplacement de 329 tonnes. Ce bâtiment en bois a également été construit aux États-Unis, dans un chantier de Seattle, le Ballard Marine. Grâce à son faible tirant d'eau, il a permis à l'équipe du Commandant Cousteau de naviguer aussi bien sur les récifs coralliens que dans les glaces flottantes du cercle polaire. Ce navire a longtemps été l'ambassadeur de la France et du Musée océanographique de Monaco.

## Dahlia/ YMS-82
Mis en construction le 24 octobre 1941 au Stadium Yacht Basin de Cleveland, le YMS-82 est lancé le 13 juin 1942. Il est prêté à la Marine nationale française le 5 octobre 1944. Comme tous les autres YMS, il porte un nom de fleur. Il a été renommé Dahlia avec l'indicatif visuel D.325.
Le 21 mars 1949, le Dahlia est définitivement acheté par la Marine nationale française auprès de l’U.S. Navy. Il a poursuivi sa carrière dans les mêmes types de missions et affecté à la 32e division des dragueurs de mines (Didra). Après la Seconde Guerre mondiale, les côtes françaises ayant été infestées de mines, les dragueurs comme le Dahlia sont très sollicités pour assainir nos côtes. En avril 1950, le Dahlia, avec le Genet, le Pétunia et le Zinia, draguent les mines du  port de La Pallice à La Rochelle ainsi que des zones de pêche des chalutiers rochelais.
Par la suite, le Dahlia est affecté aux Antilles en mission de présence , y représentant la France, mais aussi défendant ses intérêts et apportant une aide à la population locale en cas ou surviendrait une catastrophe naturelle.
Décommissionné le 29 janvier 1959, il est vendu à une entreprise de matériaux de construction de Saint-Pierre, les Établissements Gouyer. Le Dahlia est alors utilisé pour le cabotage entre les îles des Antilles, transportant principalement des matériaux. Alors qu'il est en rade de Saint-Pierre (Martinique) en cours de transformation, des ouvriers utilisent maladroitement un chalumeau, et mettent accidentellement le feu à la coque en bois. Il coule et son épave se trouve par 30 m de fond.
Dans son inventaire, le Groupe de recherche en archéologie naval (GRAN) référence le bateau avec le fragment FR/M/1/A/019

## Photos

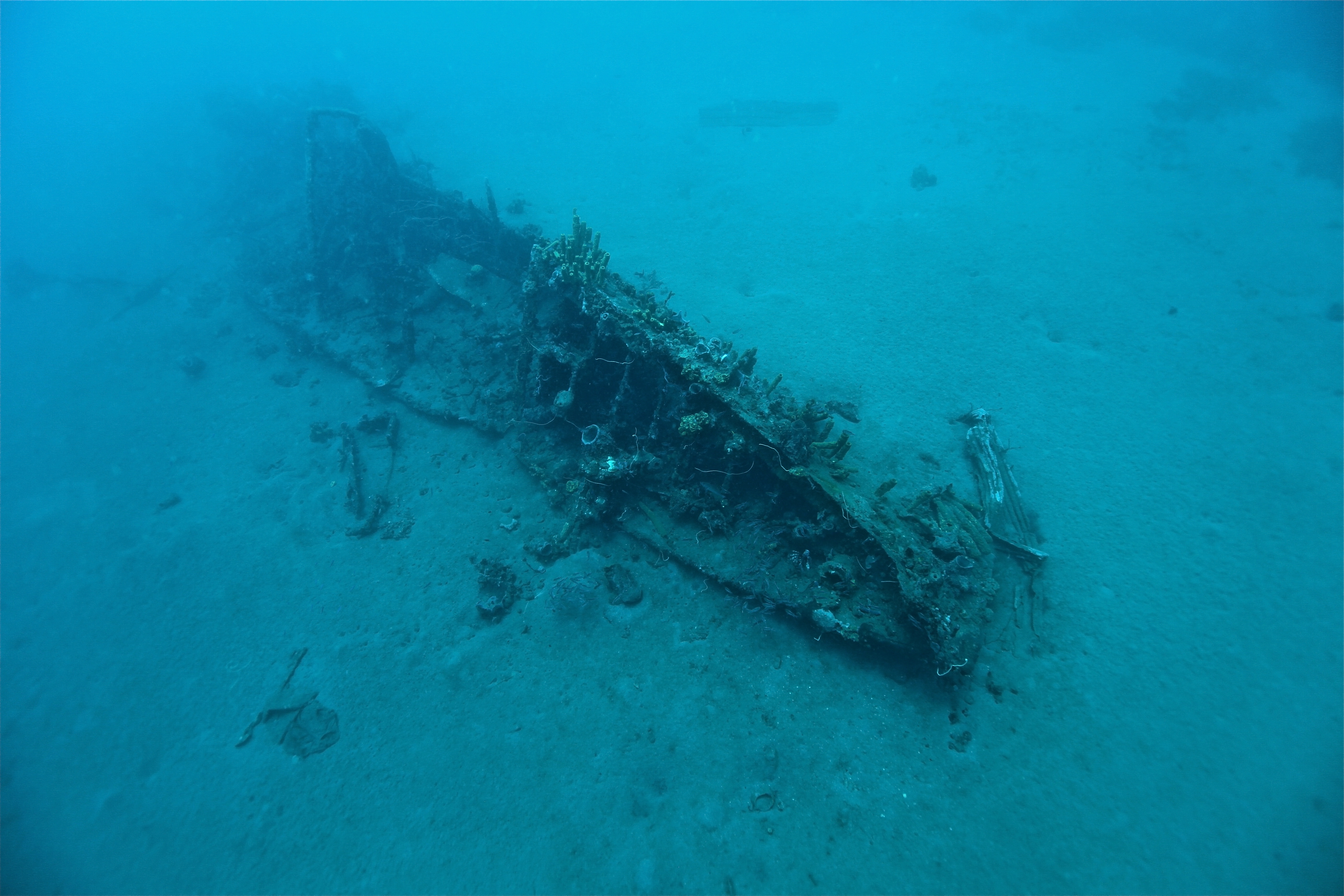
Le Dahlia en 2023.
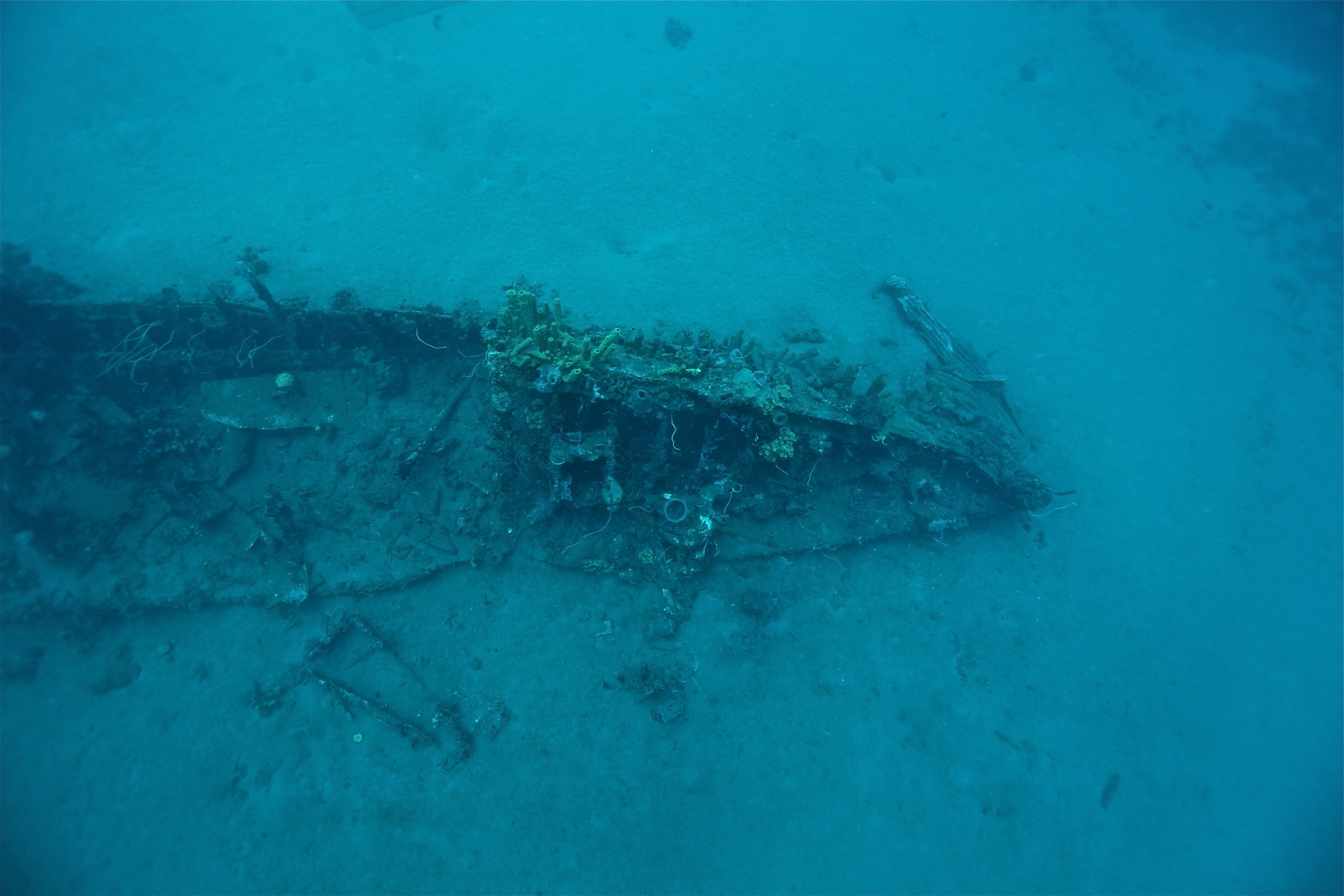
Le Dahlia en 2023.
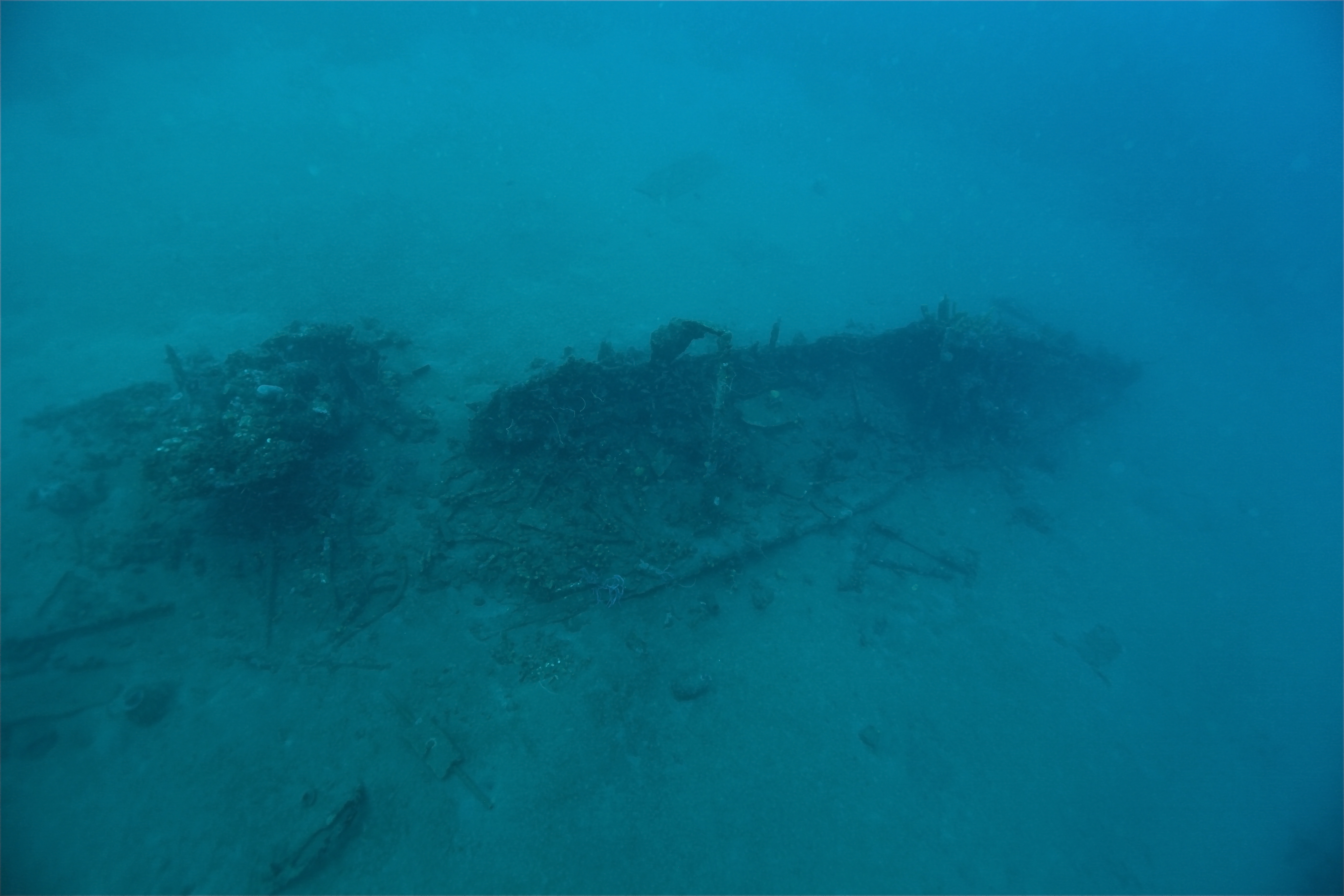
Le Dahlia en 2023.
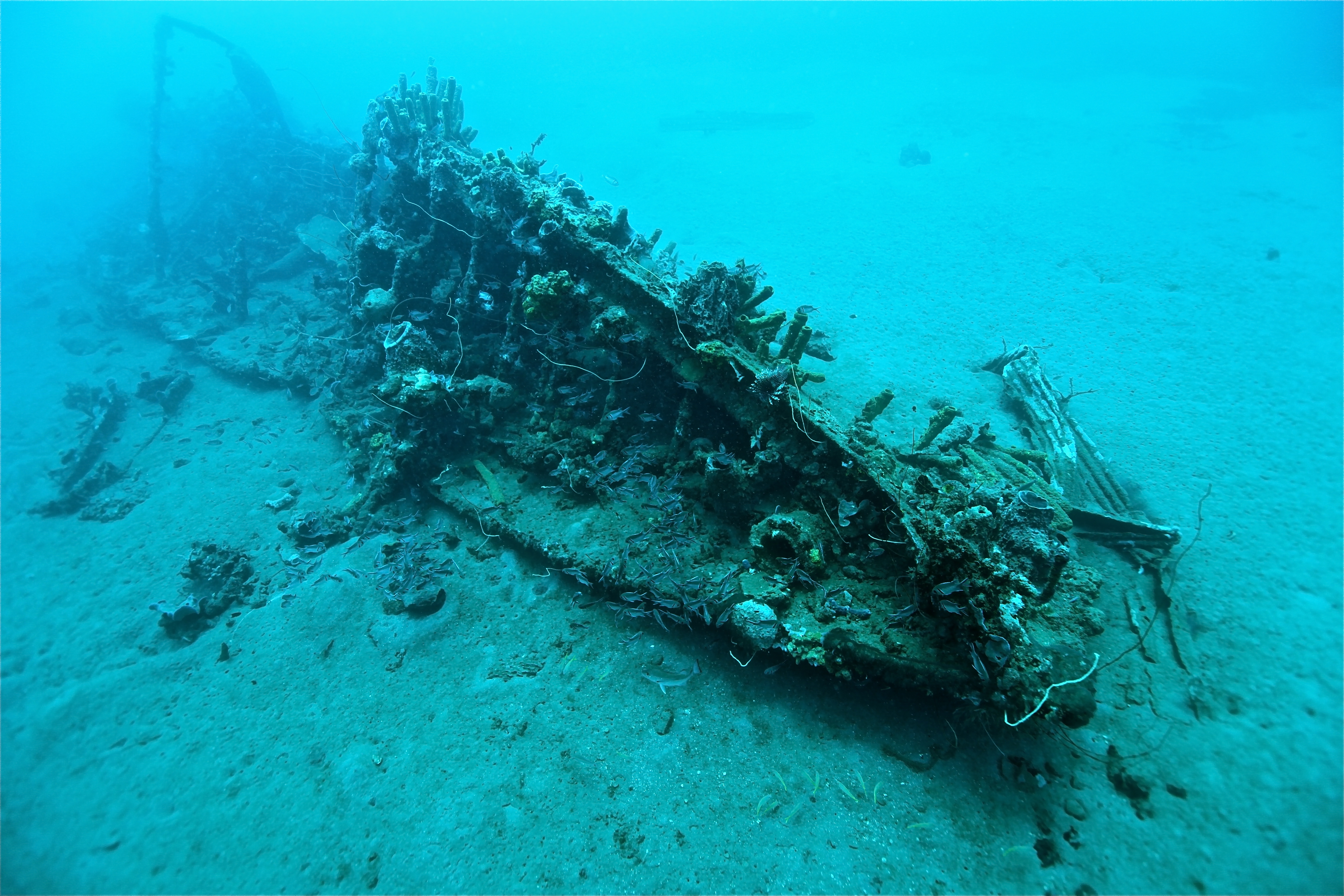
Le Dahlia en 2023.